# Campaña del Paraná
La Campaña del Paraná fue la continuación de la Revuelta Paulista de 1924 en el oeste del estado de Paraná, de 1924 a 1925, concluyendo con la formación de la Columna Miguel Costa-Prestes. Los tenentistas sublevados, liderados por Isidoro Dias Lopes, se retiraron de São Paulo, bajaron por el río Paraná y se establecieron en la región de Guaíra hasta Foz do Iguaçu desde donde, a partir de octubre de 1924, se enfrentaron a las fuerzas del gobierno brasileño comandadas por el general Cândido Rondon. 
En abril de 1925, otra columna rebelde, liderada por Luís Carlos Prestes, llegó de Rio Grande del Sur y se unió a los paulistas. Entraron en Paraguay para escapar del asedio gubernamental y regresaron a Brasil por el sur de Mato Grosso, continuando el movimiento armado.